# Швец, Василий Васильевич
Василий Васильевич Швец (22 ноября 1923, с. Томаровка, Курская губерния — 28 сентября 2003, Москва) — советский военнослужащий, участник Великой Отечественной войны, командир взвода 170-го отдельного инженерно-сапёрного батальона 14-й инженерно-сапёрной бригады 65-й армии Центрального фронта, лейтенант. Герой Советского Союза.

## Биография
Родился 22 ноября 1923 года в селе Томаровка (ныне — посёлок городского типа Яковлевского района Белгородской области) в крестьянской семье. Русский. Окончил 10 классов.

### Великая Отечественная война
В Красной Армии с августа 1941 года. В 1942 году окончил Мичуринское военно-инженерное училище. Член ВКП(б)/КПСС с 1943 года. В действующей армии с января 1943 года.
Командир взвода 170-го отдельного инженерно-сапёрного батальона (14-я инженерно-сапёрная бригада, 65-я армия, Центральный фронт) кандидат в члены ВКП(б) лейтенант Василий Швец при форсировании реки Днепр в районе села Каменка Лоевского района Гомельской области Белоруссии 15 октября 1943 года с бойцами вверенного ему взвода переправлял подразделения на правый берег реки.
Под ураганным огнём противника, натянув трос, лейтенант В. В. Швец организовал паромную переправу.
Указом Президиума Верховного Совета СССР от 30 октября 1943 года за образцовое выполнение боевых заданий командования на фронте борьбы с немецко-фашистскими захватчиками и проявленные при этом мужество и героизм лейтенанту Швецу Василию Васильевичу присвоено звание Героя Советского Союза с вручением ордена Ленина и медали «Золотая Звезда» (№ 1527).

### После войны
После войны В. В. Швец продолжил службу в армии. В 1954 году он окончил Военно-инженерную академию. До выхода в отставку генерал-майор В. В. Швец — начальник военной кафедры Завода-ВТУЗа при ЗиЛе (позже переименован в МГИУ). 
Жил в Москве. Умер 28 сентября 2003 года. 
Похоронен в Москве на Николо-Архангельском кладбище.

## Награды
- Герой Советского Союза;
- орден Ленина;
- орден Отечественной войны 1-й степени;
- два ордена Красной Звезды;
- медали.

## Семья
- отец — Василий Петрович Швец (1892—1970);
- мать — Мария Петровна Швец (1900—1941);
- жена — Екатерина Ивановна Макеева (1924—2001);
- сын — Евгений Васильевич Швец, подполковник запаса;
- дочь — Людмила Васильевна Ларина, инженер-химик, преподаватель химии;
- внучка — Татьяна Викторовна Ларина, лингвист.

## Память
На доме, в котором жил Герой Советского Союза Василий Васильевич Швец в Москве (Новосибирская улица, дом 3), установлена мемориальная доска.